# Le chef-d'œuvre, ou Les mystères de l'horizon
Le chef-d'œuvre, ou Les mystères de l'horizon ('Mästerverket, eller Horisontens mysterier', på engelska ofta benämnd The Mysteries of the Horizon) är en oljemålning från 1955. Den målades av den belgiske konstnären René Magritte, som var verksam inom surrealismen. Målningen visar tre till synes identiska män i plommonstop. Männen befinner sig utomhus vid skymning. Fast de verkar dela samma rymd, verkar också var och en av dem existera i en enskild verklighet. Alla männen tittar åt var sitt håll. I himlen ovanför var och en av dem hänger en månskära.
Män i plommonstop är en återkommande detalj i Magrittes verk, alltsedan hans målning Les rêveries du promeneur solitaire (1926; 'Den ensamme vandrarens drömmerier'). Männen presenteras med vaga eller identiska personligheter.